# Lerchs transcendent
Lerchs transcendent är en speciell funktion som generaliserar Hurwitzs zetafunktion och många andra kända funktioner. Funktionen är uppkallad efter Matyáš Lerch. Dess definition är
{\displaystyle \Phi (z,s,\alpha )=\sum _{n=0}^{\infty }{\frac {z^{n}}{(n+\alpha )^{s}}}.}

## Integralrepresentationer
En integralrepresentation för Lerchs transcendent ges av
{\displaystyle \Phi (z,s,a)={\frac {1}{\Gamma (s)}}\int _{0}^{\infty }{\frac {t^{s-1}e^{-at}}{1-ze^{-t}}}\,dt}
då
{\displaystyle \Re (a)>0\wedge \Re (s)>0\wedge z<1\vee \Re (a)>0\wedge \Re (s)>1\wedge z=1.}
En annan integralrepresentation ges av
{\displaystyle \Phi (z,s,a)={\frac {1}{2a^{s}}}+{\frac {\log ^{s-1}(1/z)}{z^{a}}}\Gamma (1-s,a\log(1/z))+{\frac {2}{a^{s-1}}}\int _{0}^{\infty }{\frac {\sin(s\arctan(t)-ta\log(z))}{(1+t^{2})^{s/2}(e^{2\pi at}-1)}}\,dt}
då
{\displaystyle \Re (a)>0.}

## Specialfall
Hurwitzs zetafunktion är ett specialfall:
{\displaystyle \,\zeta (s,\alpha )=L(0,\alpha ,s)=\Phi (1,s,\alpha ).}
Polylogaritmen är också ett specialfall:
{\displaystyle \,{\textrm {Li}}_{s}(z)=z\Phi (z,s,1).}
Legendres chifunktion ges av
{\displaystyle \,\chi _{n}(z)=2^{-n}z\Phi (z^{2},n,1/2).}
Riemanns zetafunktion ges av
{\displaystyle \,\zeta (s)=\Phi (1,s,1).}
Dirichlets etafunktion ges av
{\displaystyle \,\eta (s)=\Phi (-1,s,1).}
Andra specialfall ges av
{\displaystyle \Phi (z,s,1)={\frac {\mathrm {Li} _{s}(z)}{z}}}
{\displaystyle \Phi (z,0,a)={\frac {1}{1-z}}}
{\displaystyle \Phi (0,s,a)=\left(a^{2}\right)^{-{\frac {s}{2}}}}
{\displaystyle \Phi (0,s,a)=a^{-s}\,}
{\displaystyle \Phi (z,1,1)=-{\frac {\log(1-z)}{z}}}
{\displaystyle \Phi (1,s,{\tfrac {1}{2}})=(2^{s}-1)\zeta (s)}
{\displaystyle \Phi (-1,s,1)=(1-2^{1-s})\zeta (s)\,}
{\displaystyle \Phi (0,1,a)={\frac {1}{\sqrt {a^{2}}}}}
Flera kända konstanter kan skrivas med hjälp av Lerchs trascendent:
{\displaystyle {\begin{aligned}&\Phi (-1,2,{\tfrac {1}{2}})&=&\;4\,G\\&{\frac {\partial \Phi }{\partial s}}(-1,-1,1)&=&\;\log \left({\frac {A^{3}}{{\sqrt[{3}]{2}}\,{\sqrt[{4}]{\mathrm {e} }}}}\right)\\&{\frac {\partial \Phi }{\partial s}}(-1,-2,1)&=&\;{\frac {7\,\zeta (3)}{4\,\pi ^{2}}}\\&{\frac {\partial \Phi }{\partial s}}(-1,-1,{\tfrac {1}{2}})&=&\;{\frac {G}{\pi }}\end{aligned}}}
där {\displaystyle G} är Catalans konstant, {\displaystyle A} är Glaisher–Kinkelins konstant och {\displaystyle \zeta (3)} är Apérys konstant.

## Identiteter
Lerchs transcendent satisfierar ett stort antal identiteter, såsom
{\displaystyle \Phi (z,s,a)=z^{n}\Phi (z,s,a+n)+\sum _{k=0}^{n-1}{\frac {z^{k}}{(k+a)^{s}}}}
och
{\displaystyle \Phi (z,s-1,a)=\left(a+z{\frac {\partial }{\partial z}}\right)\Phi (z,s,a)}
och
{\displaystyle \Phi (z,s+1,a)=-\,{\frac {1}{s}}{\frac {\partial }{\partial a}}\Phi (z,s,a).}

## Serierepresentationer
Då Re(z)<1/2 kan Lerchs transcendent skrivas som
{\displaystyle \Phi (z,s,q)={\frac {1}{1-z}}\sum _{n=0}^{\infty }\left({\frac {-z}{1-z}}\right)^{n}\sum _{k=0}^{n}(-1)^{k}{\binom {n}{k}}(q+k)^{-s}.}
(Notera att {\displaystyle {\tbinom {n}{k}}} är en binomialkoefficient.)
Om s är ett positivt heltal är
{\displaystyle \Phi (z,n,a)=z^{-a}\left\{\sum _{{k=0} \atop k\neq n-1}^{\infty }\zeta (n-k,a){\frac {\log ^{k}(z)}{k!}}+\left[\psi (n)-\psi (a)-\log(-\log(z))\right]{\frac {\log ^{n-1}(z)}{(n-1)!}}\right\},}
då {\displaystyle \psi (n)} är digammafunktionen.
En Taylorserie i tredje variabeln ges av
{\displaystyle \Phi (z,s,a+x)=\sum _{k=0}^{\infty }\Phi (z,s+k,a)(s)_{k}{\frac {(-x)^{k}}{k!}};|x|<\Re (a),}
där {\displaystyle (s)_{k}} är Pochhammersymbolen.
En serie med  ofullständiga gammafunktionen är
{\displaystyle \Phi (z,s,a)={\frac {1}{2\,a^{s}}}+{\frac {1}{z^{a}}}\sum _{k=1}^{\infty }{\frac {\mathrm {e} ^{-2\,\pi \,i\,(k-1)a}\,\Gamma (1-s,a\,(-2\,\pi \,i\,(k-1)-\log z))}{(-2\,\pi \,i\,(k-1)-\log z)^{1-s}}}+{\frac {\mathrm {e} ^{2\,\pi \,i\,k\,a}\,\Gamma (1-s,a\,(2\,\pi \,i\,k-\log z))}{(2\,\pi \,i\,k-\log z)^{1-s}}}\quad |a|<1,\;\mathrm {Re} \,s<0.}